# Lufthansa Technik
Lufthansa Technik AG (o Lufthansa Engineering, spesso indicata semplicemente come LHT) è una società controllata di Lufthansa con sede ad Amburgo, in Germania. Effettua servizi di manutenzione, riparazione e revisione (MRR) di aerei di linea e motori, fornendo componenti di ricambio. Fa parte del Lufthansa Group e detiene a sua volta una sussidiaria chiamata Lufthansa Industry Solutions.
In Germania gestisce altre due sedi secondarie situate presso l'aeroporto di Francoforte e l'aeroporto di Monaco. In Europa continentale ha altre importanti strutture di manutenzione situate a Malta, Ungheria e Bulgaria. Fuori dall'Europa, conta altre sedi a Porto Rico, Cile, Filippine e Cina.

## Storia
Le origini di Lufthansa Technik risalgono al 1951. I funzionari statali della Germania Ovest decisero che, prima di costituire una nuova compagnia aerea di bandiera, si sarebbe dovuta intraprendere l'istituzione di una nuova base di manutenzione presso l'aeroporto di Amburgo. Furono creati diversi nuovi hangar, officine e strutture di stoccaggio, consentendo di fornire servizi di manutenzione e revisione fin dall'inizio dei primi voli di Lufthansa, nel 1954. Entro un anno dall'inizio delle operazioni, Lufthansa iniziò a prepararsi per supportare l'ingresso dei Boeing 707 nella flotta, primo aereo a reazione commerciale dell'epoca. Questi preparativi includevano l'istituzione di un ufficio di collegamento tecnico a Seattle nel 1958, il cui modello fu introdotto due anni dopo.
Nel febbraio del 1962, la società ottenne l'approvazione dalla Federal Aviation Administration (FAA) per la manutenzione e la revisione degli aerei delle compagnie aeree statunitensi. Successivamente, l'azienda ideò soluzioni tecniche per diverse carenze del Boeing 707, come i problemi relativi alla rottura del serbatoio del carburante, ottenendo il riconoscimento del produttore e di altre compagnie aeree. Nel febbraio del 1965, Lufthansa si accordò con Boeing per diventare il cliente di lancio del Boeing 737. Introdotto tre anni dopo, il suo concetto tecnico fu influenzato dal contributo del dipartimento tecnico dell'azienda. Nel marzo del 1969, l'accordo chiamato "ATLAS" vide Lufthansa, Air France, Alitalia e Sabena stabilire accordi di manutenzione congiunti per il Boeing 747.
Con la transizione dell'azienda da una flotta di aerei a elica a una flotta interamente a reazione, si verificarono rivoluzioni simili anche nelle pratiche di manutenzione; la manutenzione a intervalli fissi fu progressivamente sostituita da pratiche su condizione, che richiedevano all'azienda di introdurre nuove tecnologie di monitoraggio per ridurre la quantità di lavoro e le spese non necessarie. Gli anni '60 e '70 videro anche l'introduzione di strutture più grandi e meglio attrezzate per svolgere questi lavori. Durante gli anni '70, Lufthansa Technik registrò una crescita significativa nel suo business per conto terzi, acquisendo clienti da numerosi operatori internazionali. Fu durante questo stesso decennio che l'azienda iniziò a collaborare con il produttore di aeromobili europeo Airbus, fornendo supporto alla nuova azienda fin dai suoi primi anni. Durante gli anni '80 e '90, vennero effettuati importanti investimenti sulle strutture di manutenzione ad Amburgo, consentendo all'azienda di applicare tecniche e progetti di manutenzione innovativi.
Prima degli anni '80, vi era poca separazione formale tra le operazioni della compagnia aerea e la manutenzione vera e propria. Nel settembre 1984, una riorganizzazione interna di Lufthansa divise le operazioni tecniche in singole unità di gestione; con questa ristrutturazione venne valorizzato il lavoro di terze parti. Nello stesso anno, fu fondata una sussidiaria separata, "Lufthansa Information Technology and Software", per fornire software all'industria aeronautica in generale. Durante gli anni '90, si decise di riorganizzare di nuovo Lufthansa; questa iniziativa portò alla creazione di Lufthansa Technik come entità separata il 1° gennaio 1995. In questo periodo, il mercato globale stava diventando più competitivo, rendendo necessario lo sviluppo di una rete globale estesa e di vari nuovi prodotti per ottenere vantaggi. Lufthansa Technik riuscì ad affermarsi con successo come fornitore di servizi tecnici per aeromobili commerciali, fornendo supporto alle compagnie aeree e ad altre entità in tutto il mondo.

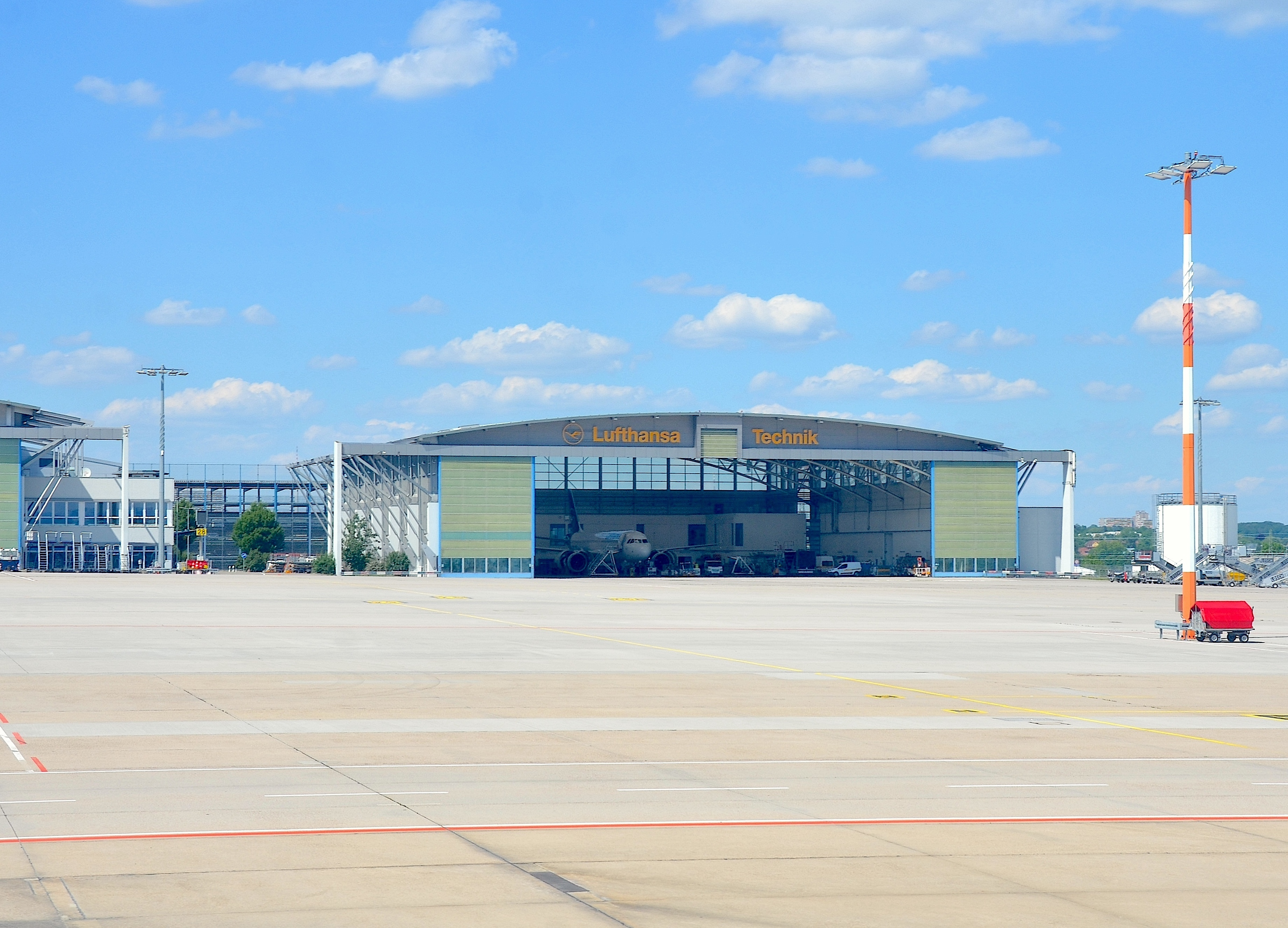
Un hangar di Lufthansa Technik all'aeroporto di Stoccarda.

Nel corso degli anni 2010, vennero formate diverse partnership con altre aziende. Nell'ottobre 2018, venne annunciato che Lufthansa Technik aveva costituito una joint venture con l'azienda sudcoreana LG Electronics per commercializzare gli schermi LED installati sull'infotainment degli aerei. Nel corso del 2019, l'azienda ampliò la sua cooperazione con il fornitore americano Honeywell per effettuare lavori di manutenzione, riparazione e revisione (MRR) sull'aereo di linea Airbus A350 e una maggiore integrazione logistica tra le due aziende, inclusa l'implementazione di nuove pratiche di manutenzione predittiva. L'azienda si concentrò in particolare sulla regione dell'Asia Pacifica, cercando partner locali con cui espandere la sua presenza MRR nella regione. Sforzi simili vennero compiuti anche in America Latina e in Russia.

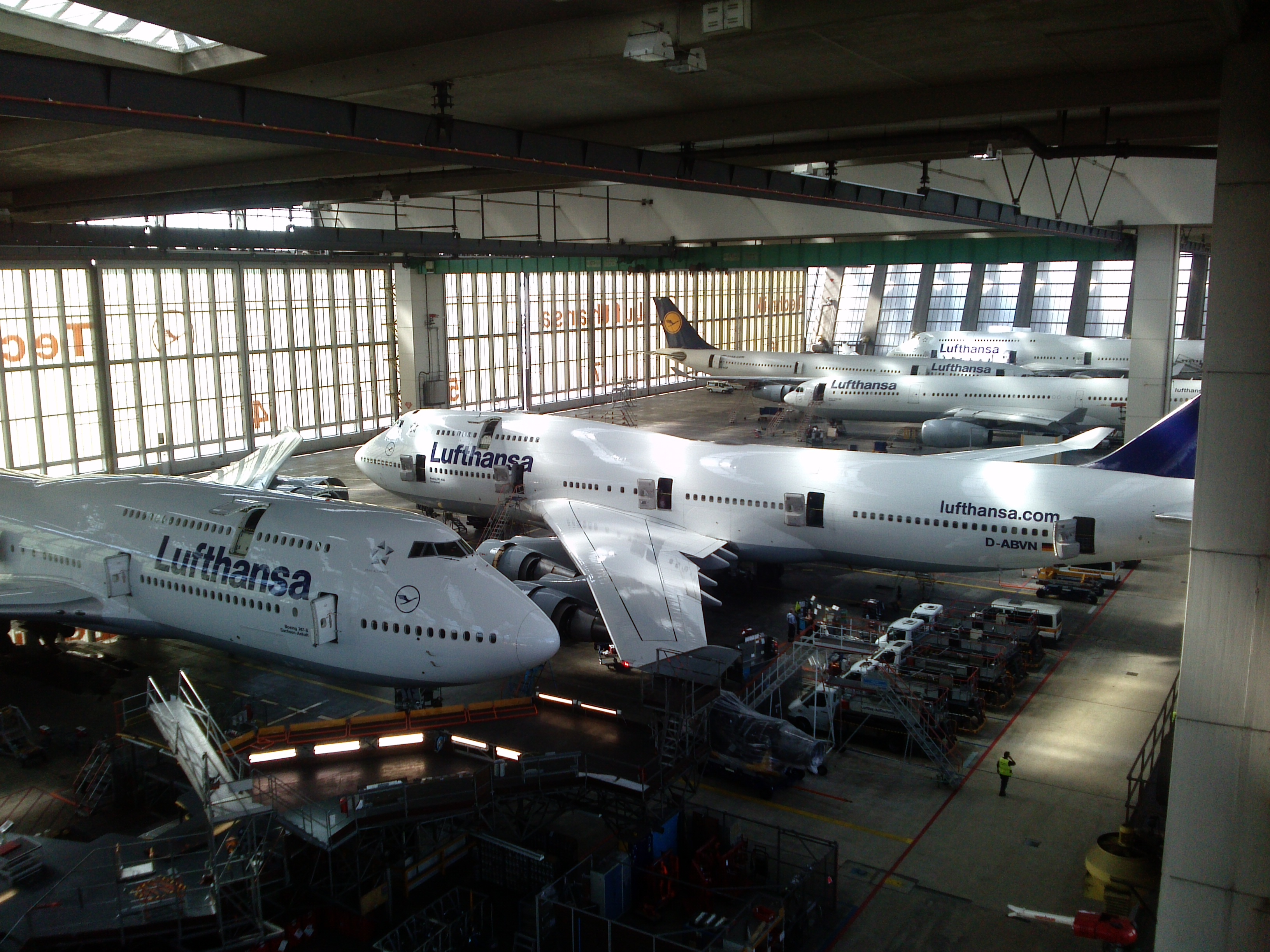
L'interno di uno dei 5 hangar di Lufthansa Technik presenti all'Aeroporto di Francoforte. Si possono vedere rispettivamente da sinistra a destra: un Boeing 747-8I, un Boeing 747-400, 2 Airbus A330 e in fondo un altro Boeing 747-8I.

Lufthansa Technik è stata ampiamente coinvolta in progetti di completamento e conversione della cabina degli aerei, anche per il settore VIP del mercato; gestisce una sussidiaria con sede negli Stati Uniti chiamata "BizJet International", che intraprende questo tipo di lavori in America del Nord. Verso la fine del 2017, Lufthansa Technik annunciò il lancio di un programma di conversione di una cabina multiuso per l'aerocisterna Airbus A330 MRTT, che effettua rifornimenti in volo; nello stesso anno, l'azienda ottenne anche il suo primo progetto di completamento di una cabina VIP per un Boeing Business Jet 787. Nello stesso periodo, l'azienda era impegnata anche nella conversione degli Airbus A320 di Lufthansa con collegamenti dati in banda Ka per scopi di comunicazione ad alta larghezza di banda. Lufthansa Technik venne coinvolta nell'allestimento degli aerei del governo federale della Germania per la sua flotta aerea speciale, utilizzata da figure governative come il cancelliere.
All'inizio del 2020, Lufthansa Technik annunciò il lancio di un programma di riconfigurazione per l'Airbus A380, in aggiunta a 14 progetti separati per vari altri aerei di linea, come l'Airbus A330 e l'Airbus A350. Il processo di conversione prevede in genere la rimozione dei sedili e l'installazione di pallet sotto di essi in conformità con le attuali convenzioni di carico e sicurezza, consentendo di trasportare sia passeggeri che merci. Nello stesso anno, la rivista aerospaziale Flight International ipotizzò che le tempistiche del progetto di riconfigurazione sarebbero state imprevedibili ma che l'iniziativa sarebbe probabilmente stata ben accolta dal mercato.

## Strutture

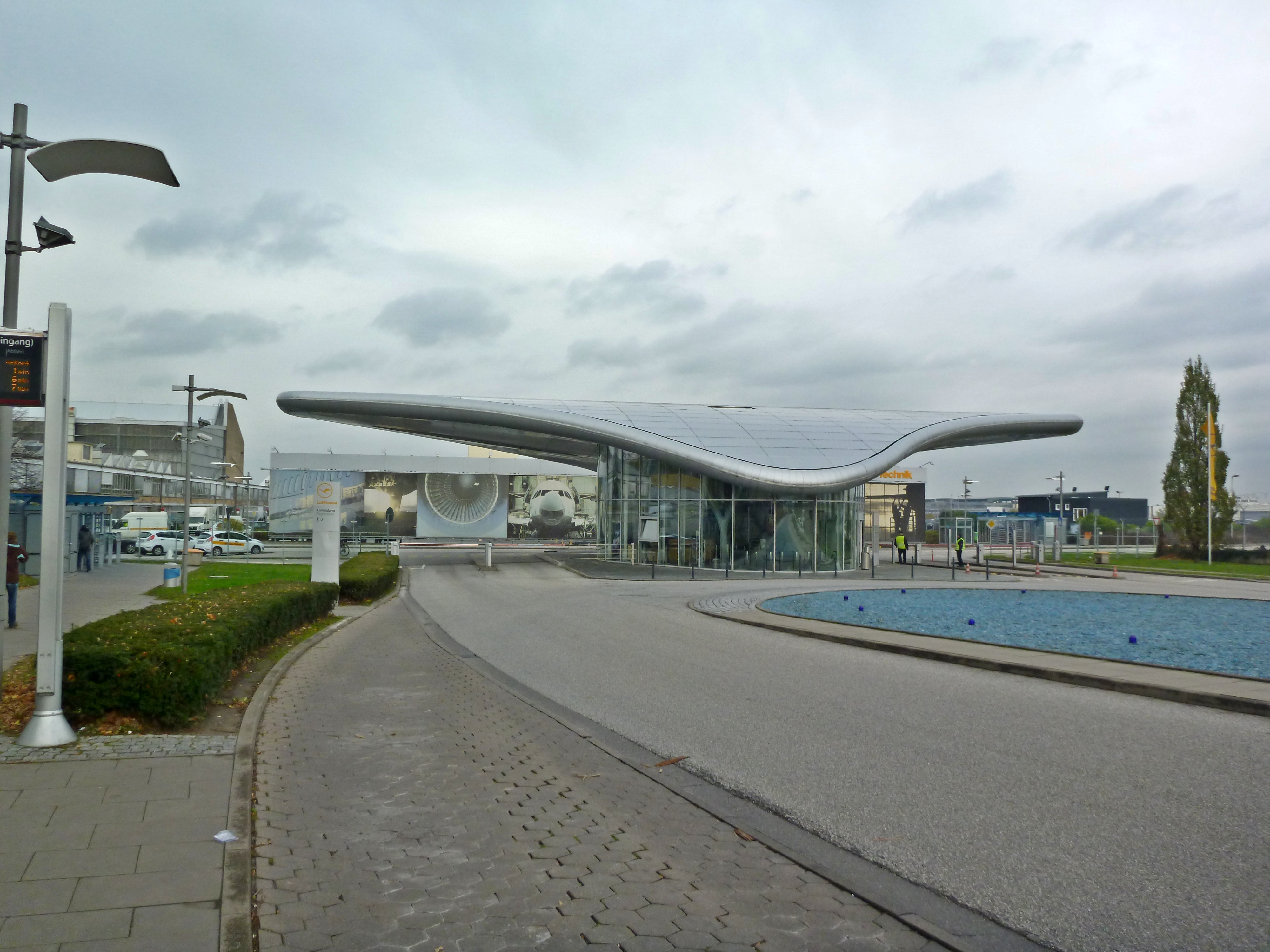
Entrata principale della sede centrale di Lufthansa Technik ad Amburgo.

Lufthansa Technik dispone di molte basi e strutture nel mondo:

Un hangar di Lufthansa Technik all'Aeroporto di Francoforte.

### Sede centrale
- Germania: Lufthansa Technik Headquarters

### Europa
- Austria: INAIRVATION
- Bulgaria: Lufthansa Technik Sofia
- Germania:
  - Lufthansa Technik AERO Alzey
  - Lufthansa Technik Logistik Services
  - Lufthansa Technical Training
  - LEOS
  - Lufthansa Bombardier Aviation Services
  - Lufthansa Technik Intercoat
  - Avionic Design
  - IDAIR
  - Lumics
- Italia: Lufthansa Technik Milano
- Irlanda: Lufthansa Technik Turbine Shannon
- Malta: Lufthansa Technik Malta
- Regno Unito: Lufthansa Technik Landing Gear Services UK
- Russia: Lufthansa Technik Vostok Services (base attualmente sospesa)
- Ungheria: Lufthansa Technik Budapest

### Americhe
- Porto Rico: "Lufthansa Technik Puerto Rico" è stato il primo centro per la manutenzione, la riparazione e la revisione di aerei di linea commerciali aperto da Lufthansa nelle Americhe. Questa struttura si trova nella città di Aguadilla, a nord-ovest di Porto Rico, e impiega 200 dipendenti. Questo centro è entrato in funzione il 21 luglio 2015 e dispone di cinque hangar separati dove possono essere serviti diversi aerei contemporaneamente. La struttura fornisce manutenzione ad aeromobili di corto e medio raggio.[21] Questo centro tecnico è collegato all'aeroporto di Aguadilla, che detiene il record della pista più lunga di tutti i Caraibi. Lo sviluppo di questa struttura è stato considerato un passo significativo per il coinvolgimento di Lufthansa Technik nelle Americhe, poiché la pista di 3.500 metri (11.700 piedi) dell'aeroporto e i 3.900 acri di terreno erano considerati una posizione ideale per questo tipo di struttura.[22] Spirit Airlines e JetBlue Airways rientrano tra le compagnie aeree servite da questo centro.[23][24][25]
- Stati Uniti:
  - Lufthansa Technik Component Services
  - Hawker Pacific Aerospace
  - BizJet International
  - Heico Aerospace

### Asia
- Cina:
  - Ameco
  - Lufthansa Technik Shenzhen
- Emirati Arabi Uniti: Lufthansa Technik Middle East
- Filippine: Lufthansa Technik Philippines
- Hong Kong: Lufthansa Technik Component Services Asia Pacific
- India: Lufthansa Technik Services India
- Malaysia: Airfoil Services Sdn. Bhd.